# Krahulov
Krahulov (německy Kralohof, starší názvy též villam Krahulow, ves Kralohow, případně též Kraluhov) je obec ležící západně od města Třebíče. Nachází se při železniční trati mezi Jihlavou a Brnem. Žije zde 291 obyvatel.
Sousedními obcemi sídla jsou Stařeč, Čechočovice, Třebíč, Hvězdoňovice a Petrovice.

## Geografie
Krahulovem prochází ze západu na východ silnice II/405 z Okříšek do Třebíče, západně z Krahulova vychází silnice do Hvězdoňovic, jižně pak silnice k železniční stanici a k silnici I/23. Jižně také vede místní komunikace k Parnímu mlýnu a k chatové osadě u Steklého rybníka, severně pak vede silnice k Padrtovu mlýnu. Od železniční stanice vychází zelená turistická stezka, ta pak vede západně směrem ke Steklému rybníku, od stanice vychází také modrá turistická stezka směrem do Čechočovic. Ze severu na jih pak přes Krahulov prochází žlutá turistická stezka Třebíčský okruh. Ze severu na západ přes Krahulov prochází cyklostezka 5214. Přes katastr obce vede z východu na západ železniční trať Brno – Jihlava, jižně od intravilánu obce se nachází železniční stanice Krahulov. Ze stanice vede železniční vlečka do nedalekého zemědělského areálu holdingu ADW (bývalého Zemědělského nákupního a zásobovacího podniku Brno) s násypkou, sily a bioplynovou stanicí.
Většina území obce je zemědělsky využívána, výjimkou je jen zalesněný Krahulovský kopec a údolí nepojmenovaného potoka na severu území obce.
Na jižním okraji území obce jsou rybníky Parný Mlýn a Steklý rybník, těmi protéká Stařečský potok, který tvoří jižní hranici území obce a následně se v Třebíči vlévá do Jihlavy. Jižně od Krahulova pramení nepojmenovaný potok, který protéká pod Krahulovským kopcem a následně se u Padrtova mlýna vlévá do Jihlavy. 
Severně od vesnice se nachází výrazný Krahulovský kopec (505 m).
Na křižovatce silnic uprostřed území obce se nachází Krahulov, jihovýchodně od obce se nachází zastávka Krahulov a vedle ní průmyslový areál. Na jižním okraji se nachází samota Parní mlýn a chatová osada u Steklého rybníka. Těsně za severní hranicí území se nachází Padrtův mlýn.

## Historie
První písemná zmínka o obci pochází z roku 1307, kdy je obec zmiňována v Zemských deskách brněnských. Krahulov byl původně samostatný zemský statek s tvrzí (zničena asi za vpádu Matyáše Uherského na Moravu), ze které se jižně od kostela dochovaly valy. Počátkem 14. století drželi Krahulov páni z Jakubova. V roce 1398 zdědil od Bočka z Ruttendorfu Přibek z Polánky, po něm pak Krahulov zdědil jeho syn Erasmus, který se pak roku 1406 spolčil s Janem z Raussenpruku. Někdy v tuto dobu pravděpodobně zanikla tvrz v Krahulově. V roce 1407 však prodal ves Hovorkovi z Hartvíkovic, ten však v roce 1409 byl zabit a obnovil se jeho spor s Benešem Cardíkem z Kameničky a ten si nárokoval Krahulov. Ještě v roce 1418 si vesnici nárokoval i přes to, že v roce 1410 daroval Krahulov markrabě Jošt Moravský Mikuláši z Mochova. V témže roce však jeden z věřitelů Hovorky z Hartvíkovic Smil z Heraltic vtrhl do Krahulova a získal tak nějaké majetky. Mikuláš z Mochova následně prodal Krahulov Janovi z Petrovic, po něm pak vlastnili vesnici v roce 1464 Mikuláš z Petrovic a Jindřich z Ratibořic. Jejich potomek Kristofor Petrovský z Hrochova prodal roku 1499 „ves Kraluhov i s kostelním podacím“ bratrům Zdenkovi a Burjanovi z Valdštejna a na Brtnici, od té doby Krahulov náleží k panství brtnickému. V roce 1882 byla ve vsi založena škola.
Kolem roku 1886 byla na území vesnice postavena dráha ze Zastávky u Brna do Okříšek, stanice v Krahulově byla ale uvedena do provozu až v roce 1887. V roce 1912 pak několik domů ve vsi zničil požár. Během první světové války odešlo do války celkem 42 občanů Krahulova. Ke konci války bylo ve vsi ubytováno sedm italských válečných zajatců, kteří pracovali v zemědělských profesích pro vesnici a pomohli tak hospodářské situaci obce. V roce 1919 byl vysázen pro padlé občany Sad svobody a v roce 1921 byl do sadu umístěn památník padlým v první světové válce. Roku 1923 byla postavena nouzová silnice mezi Pokojovicemi, Krahulovem a Heralticemi a mezi lety 1929 a 1930 byla postavena silnice k železniční stanici. V roce 1929 byla také obec elektrifikována. V roce 1937 pak byl do vesnice zaveden i telefon. Před začátkem druhé světové války byla zavedena všeobecná mobilizace, která se dotkla i krahulovských občanů, ale ti se vrátili zpět a snad žádný nezemřel. Roku 1940 byl rozšířen lihovar v obci.
V roce 1945 vznikl v obci Svaz české mládeže a organizační složka Junáka. V roce 1947 pak byla do památníku obětem 1. sv. války zasazena pamětní deska obětem 2. sv. války, jimiž byli Leopold Stoklasa, učitel Emanuel Krajina a jeho syn Emanuel Krajina. Roku 1948 pak byla postavena spojka silnice z Třebíče do Okříšek se silnicí z Krahulova do Pokojovic a také byla postavena hasičská zbrojnice. Roku 1948 byla kompletně rekonstruována škola. Později byla zrušena organizace Junák a v obci bylo roku 1950 založeno pionýrské hnutí. V roce 1958 bylo v obci založeno JZD, to se však v roce 1963 rozpadlo a sloučilo se se státním statkem, který obhospodařoval Parný mlýn a farmy v Červené Hospodě, Řípově a Kracovicích. V roce 1959 byl do užívání JZD předán Steklý rybník, který se stal rekreačním střediskem. V roce 1963 bylo postaveno v rámci Akce Z fotbalové hřiště a kolem roku 1973 dětské hřiště. Kolem roku 1968 byl zrušen Český svaz mládeže a v roce 1971 byl v obci založen Svaz socialistické mládeže. Roku 1973 byla schválena stavba areálu ZNZP Brno u železniční trati. V roce 1976 byla zrušena škola v obci. V roce 1980 se obec stala součástí města Třebíče.
Po sametové revoluci bylo zrušeno JZD a jeho majetky byly rozděleny mezi soukromníky, roku 1993 vzniklo soukromé zemědělské družstvo, které pak roku 2000 se stalo součástí družstva v Okříškách.
Od 1. ledna 1980 do 23. listopadu 1990 obec byla součástí města Třebíč. Od 13. listopadu 2002 obec užívá znak a vlajku.
Do roku 1849 patřil Krahulov do brtnického panství, od roku 1850 patřil do okresu Jihlava, pak od roku 1855 do okresu Třebíč. Mezi lety 1850 a 1869 patřil Krahulov pod Heraltice a mezi lety 1980 a 1990 byla obec začleněna pod Třebíč, následně se obec osamostatnila.
| Rok            | 1869 | 1880 | 1890 | 1900 | 1910 | 1921 | 1930 | 1950 | 1961 | 1970 | 1980 | 1991 | 2001 | 2011 | 2021 |
| -------------- | ---- | ---- | ---- | ---- | ---- | ---- | ---- | ---- | ---- | ---- | ---- | ---- | ---- | ---- | ---- |
| Počet obyvatel | 281  | 265  | 290  | 312  | 305  | 293  | 353  | 332  | 317  | 289  | 257  | 232  | 233  | 233  | 274  |
| Počet domů     | 41   | 40   | 42   | 44   | 48   | 48   | 57   | 66   | 67   | 73   | 67   | 83   | 90   | 95   | 100  |

## Politika
V letech 2006–2010 působila jako starostka Jitka Vančová, od roku 2010 do roku 2014 tuto funkci zastával Jaromír Jurka, od roku 2014 do roku 2018 funkci starosty vykonával František John. Od roku 2018 je starostou Jiří Müller.

### Volby do Poslanecké sněmovny
|       | 2006                | 2010                | 2013                | 2017                | 2021                  |
| ----- | ------------------- | ------------------- | ------------------- | ------------------- | --------------------- |
| 1.    | ČSSD (39,84 %)      | ČSSD (30,37 %)      | ČSSD (25,87 %)      | ANO (30,48 %)       | SPOLU (25,43 %)       |
| 2.    | KSČM (24,81 %)      | KSČM (19,25 %)      | KSČM (24,47 %)      | KSČM (14,63 %)      | ANO (21,96 %)         |
| 3.    | ODS (17,29 %)       | TOP 09 (16,29 %)    | ANO 2011 (14,68 %)  | ČSSD (11,58 %)      | Piráti+STAN (14,45 %) |
| účast | 70,00 % (133 z 190) | 70,31 % (135 z 192) | 68,10 % (143 z 210) | 71,43 % (165 z 231) | 78,13 % (175 z 224)   |

### Volby do krajského zastupitelstva
|      | 1.             | 2.                       | 3.                    | účast               |
| ---- | -------------- | ------------------------ | --------------------- | ------------------- |
| 2000 | KSČM (27,02 %) | SV (24,32 %)             | 4KOALICE (22,97 %)    | 43,41 % (79 z 182)  |
| 2004 | KSČM (26,22 %) | SNK (22,95 %)            | KDU-ČSL (21,31 %)     | 31,77 % (61 z 192)  |
| 2008 | ČSSD (45,09 %) | KSČM (19,6 %)            | ODS (16,66 %)         | 53,97 % (102 z 189) |
| 2012 | ČSSD (28,42 %) | KSČM (26,31 %)           | Pro Vysočinu (9,47 %) | 48,06 % (99 z 206)  |
| 2016 | ČSSD (21,79 %) | ANO 2011 (15,38 %)       | ODS (11,53 %)         | 35,27 % (79 z 224)  |
| 2020 | ANO (20,16 %)  | Piráti (15,12 %)         | ODS+STO (14,28 %)     | 51,72 % (120 z 232) |
| 2024 | ANO (28,57 %)  | ODS+TOP 09+STO (22,07 %) | STAN+SNK ED (19,48 %) | 34,63 % (80 z 231)  |

### Prezidentské volby
V prvním kole prezidentských voleb v roce 2013 první místo obsadil Miloš Zeman (57 hlasů), druhé místo obsadil Jiří Dienstbier (24 hlasů) a třetí místo obsadil Karel Schwarzenberg (24 hlasů). Volební účast byla 73,81 %, tj. 155 ze 210 oprávněných voličů. V druhém kole prezidentských voleb v roce 2013 první místo obsadil Miloš Zeman (95 hlasů) a druhé místo obsadil Karel Schwarzenberg (50 hlasů). Volební účast byla 69,38 %, tj. 145 ze 209 oprávněných voličů.
V prvním kole prezidentských voleb v roce 2018 první místo obsadil Miloš Zeman (82 hlasů), druhé místo obsadil Jiří Drahoš (36 hlasů) a třetí místo obsadil Marek Hilšer (21 hlasů). Volební účast byla 76,52 %, tj. 176 ze 230 oprávněných voličů. V druhém kole prezidentských voleb v roce 2018 první místo obsadil Miloš Zeman (109 hlasů) a druhé místo obsadil Jiří Drahoš (76 hlasů). Volební účast byla 81,86 %, tj. 185 ze 226 oprávněných voličů.
V prvním kole prezidentských voleb v roce 2023 první místo obsadil Andrej Babiš (56 hlasů), druhé místo obsadil Petr Pavel (51 hlasů) a třetí místo obsadila Danuše Nerudová (36 hlasů). Volební účast byla 74,79 %, tj. 175 ze 234 oprávněných voličů. V druhém kole prezidentských voleb v roce 2023 první místo obsadil Petr Pavel (110 hlasů) a druhé místo obsadil Andrej Babiš (66 hlasů). Volební účast byla 77,29 %, tj. 177 ze 229 oprávněných voličů.

## Pamětihodnosti
- Tvrz Krahulov – podle archeologických nálezů byla místní tvrz postavena ve 2. polovině 13. století na západním konci hřbetu prudce spadajícího do potoka. Tvrz byla chráněna 11 metrů širokým a až 4 metry hlubokým příkopem. O tvrzi samotné nejsou v písemných pramenech žádné záznamy, předpokládá se ale, že zanikla v průběhu 14. století. Na místě centra tvrze se dnes nachází taneční parket.[8]
- Kostel sv. Petra v okovech – první písemná zmínka o něm je z roku 1307, kdy Jan, biskup olomoucký, rozkázal farářům z Krahulova a Kněžic, aby proti lupičům kaple sv. Jana v Jihlavě prohlásili z kazatelny exkomunikaci. Kolem kostela se rozkládá hřbitov.
- Kříž u silnice na Okříšky z roku 1898.[9]
- Kamenný kříž naproti dřívější škole z roku 1900.[9]

## Osobnosti
- Vladimír Evermond Balcárek (1885–1974), kněz
- Emanuel Krajina (1889–1942), učitel v obci
- Josef Kružík (1894–?), legionář
- František Kuthan (1862–1944), lékař
- Karel Novotný (* 1938), docent, inženýr
- Leopold Stoklasa (1907–1941) odbojář
- Bedřich Vaníček (1885–1955), malíř a grafik

## Čestní občané
- v roce 1949 byl čestným občanem jmenován Klement Gottwald[9]

## Galerie

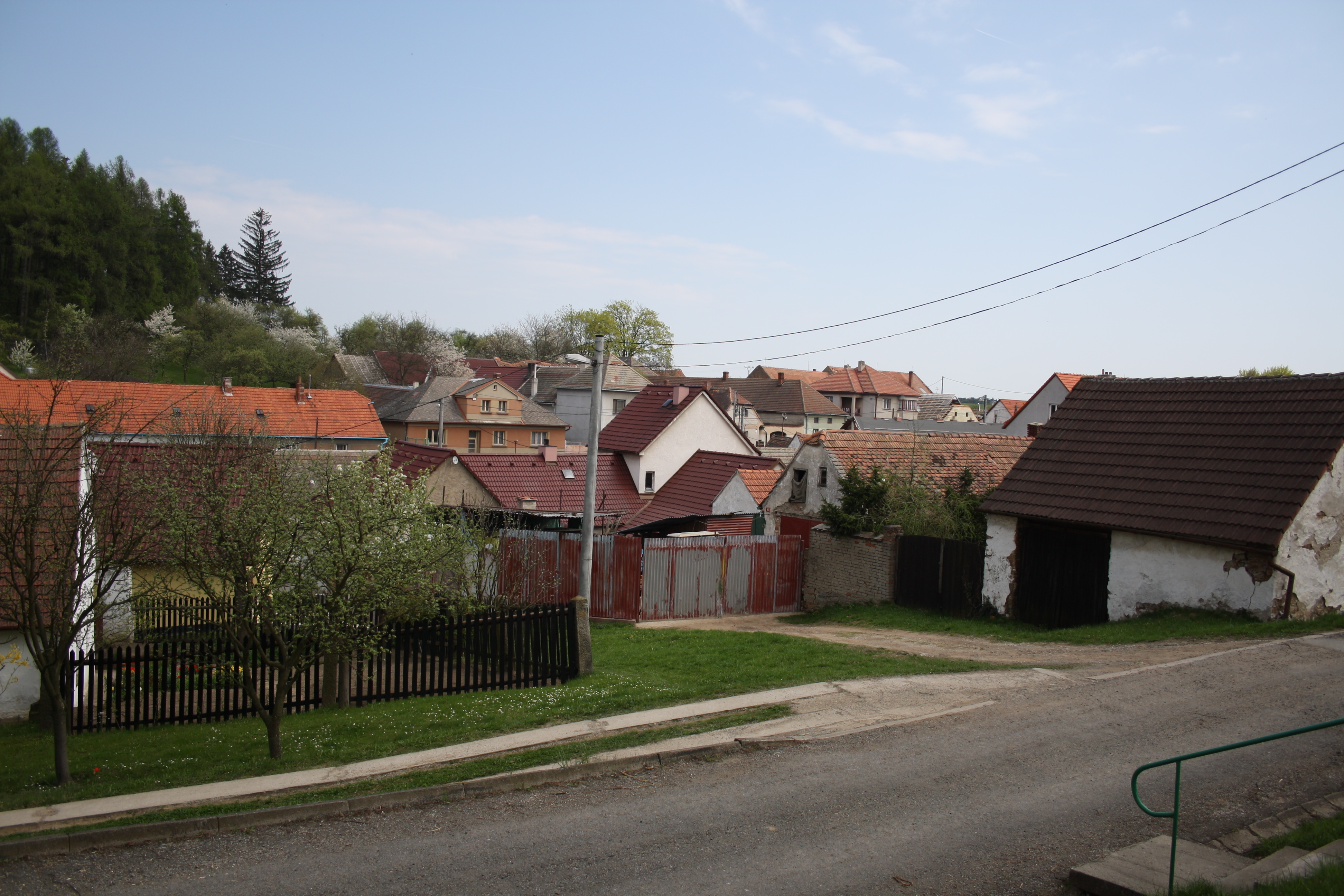
Centrum vesnice, pohled od kostela
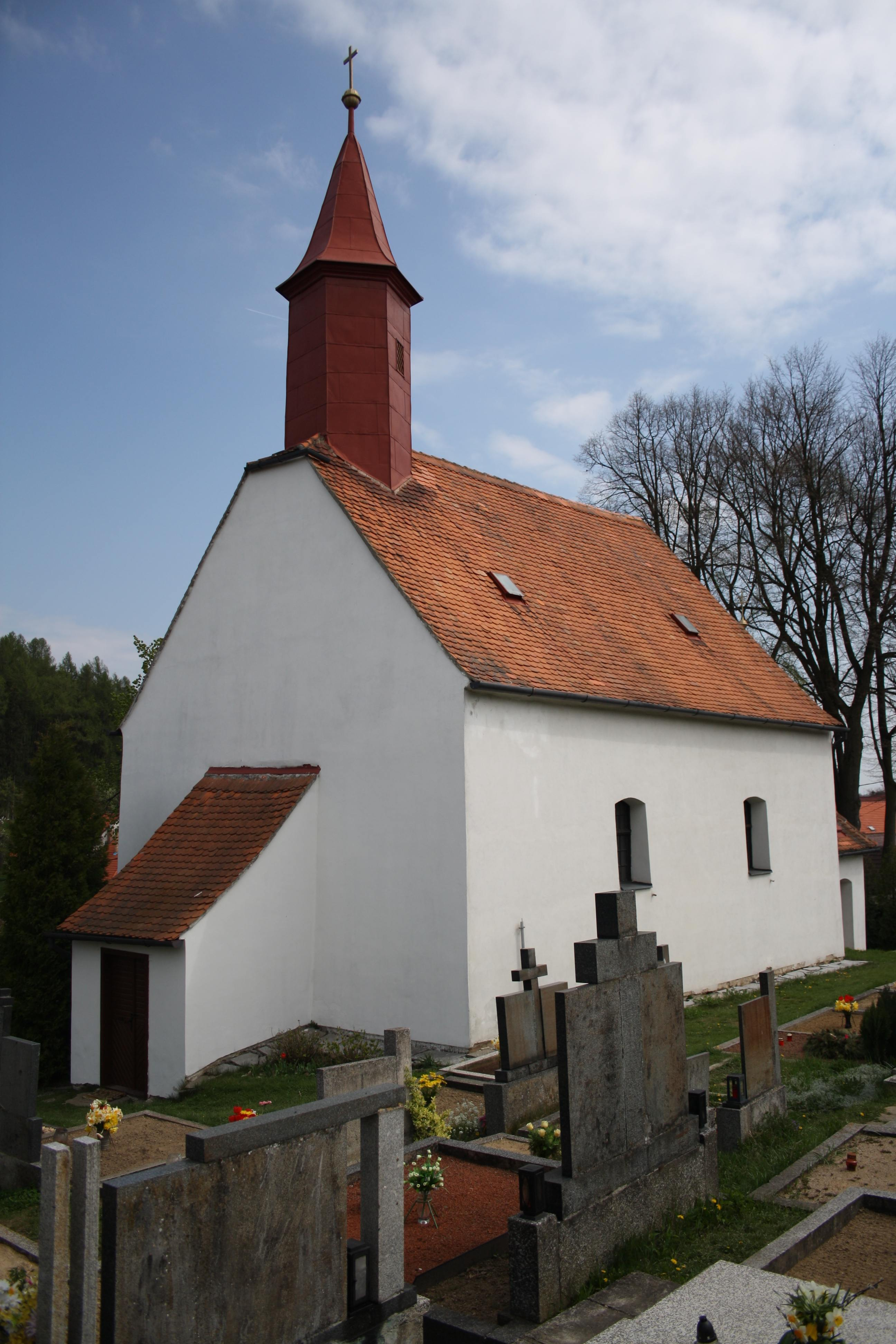
Kostel sv. Petra v okovech
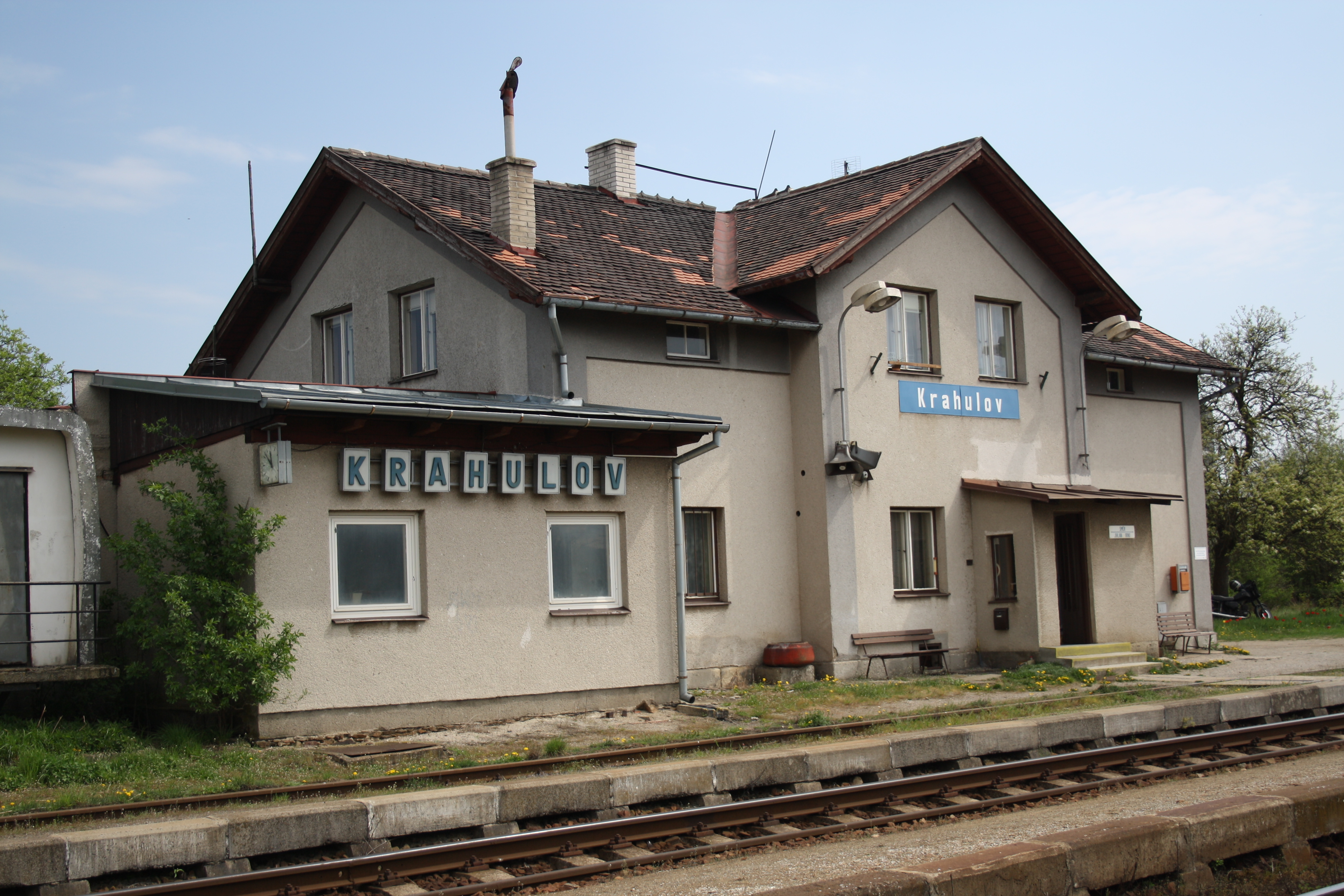
Železniční stanice Krahulov
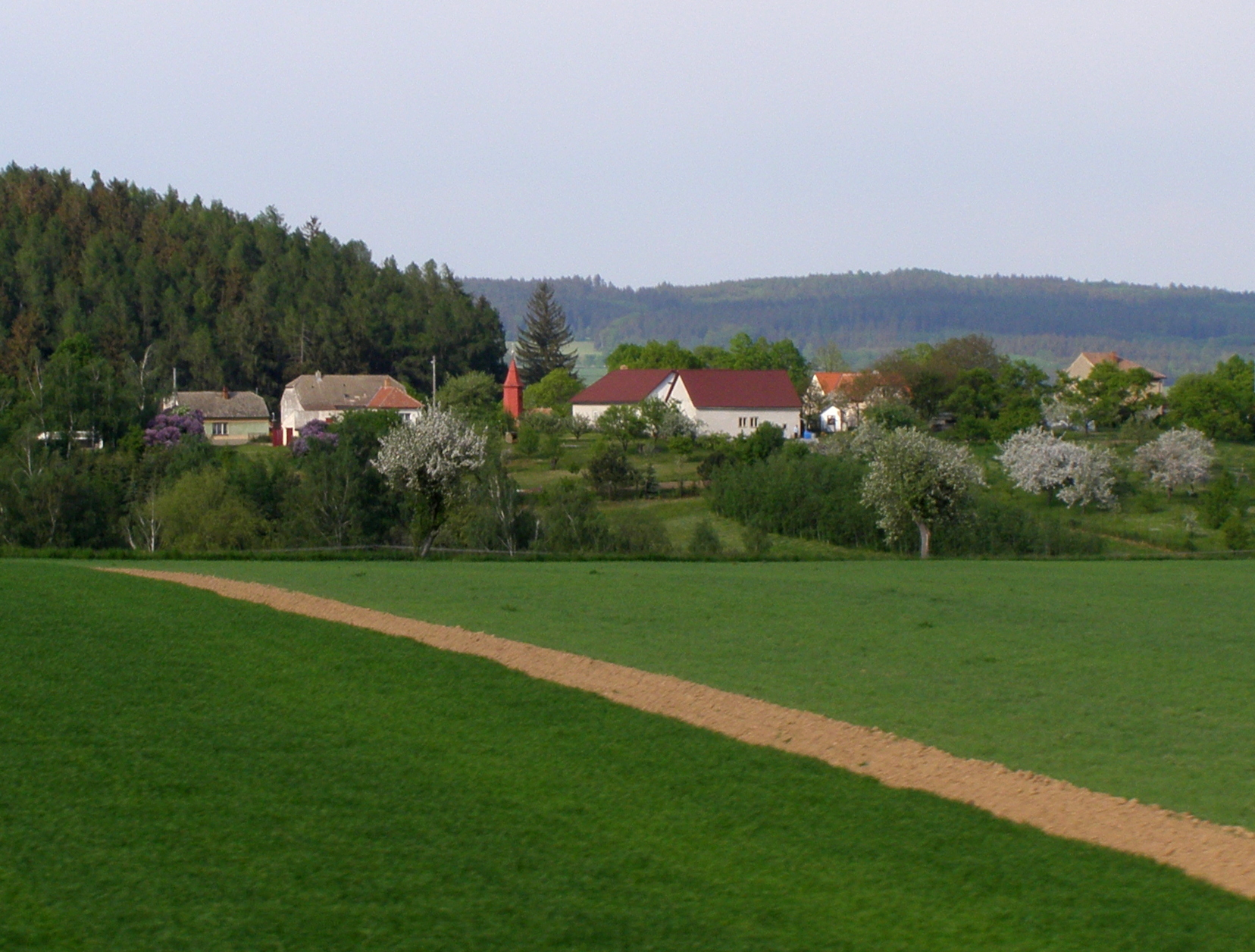
Obec z dálky
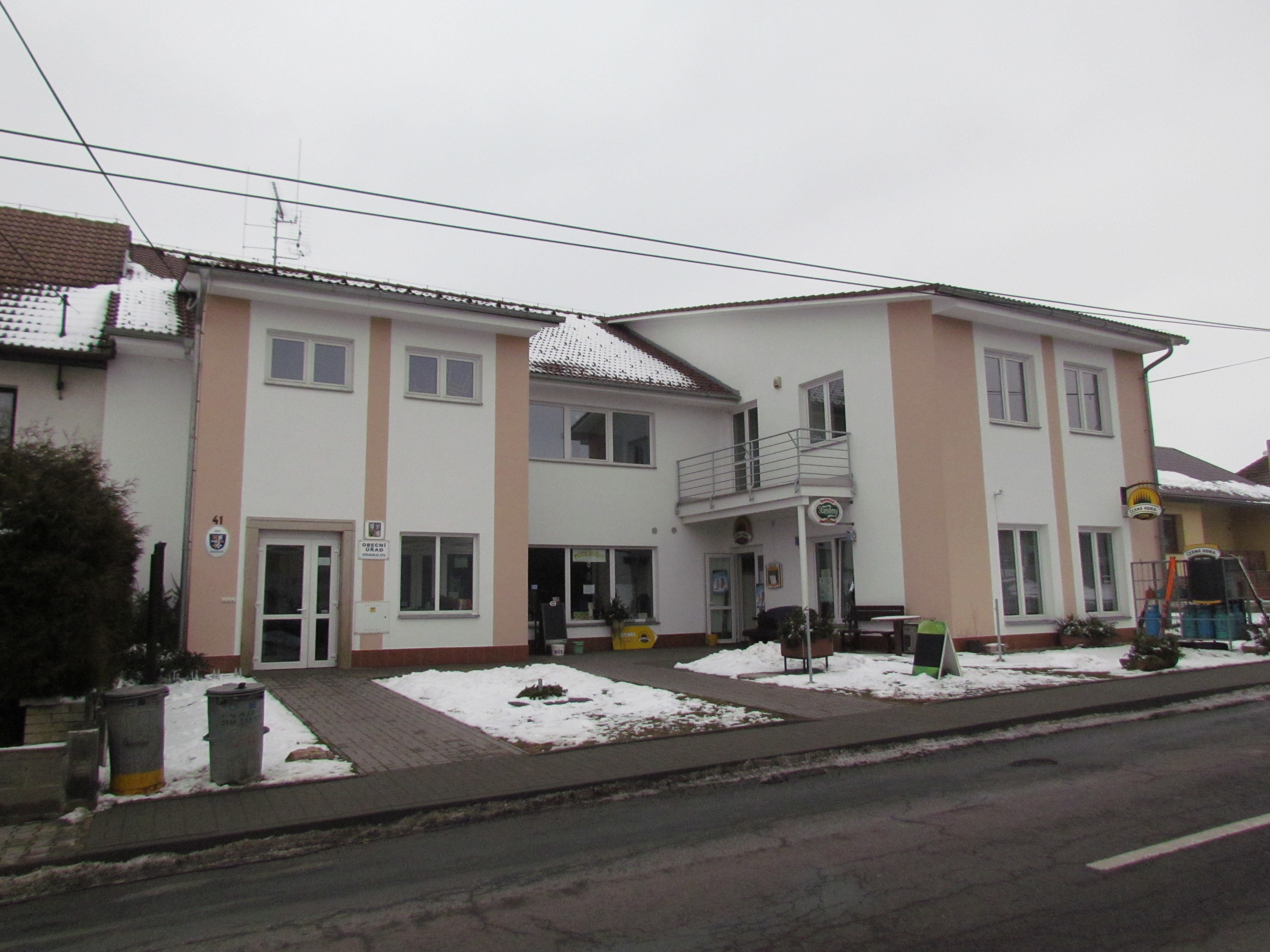
Obecní úřad
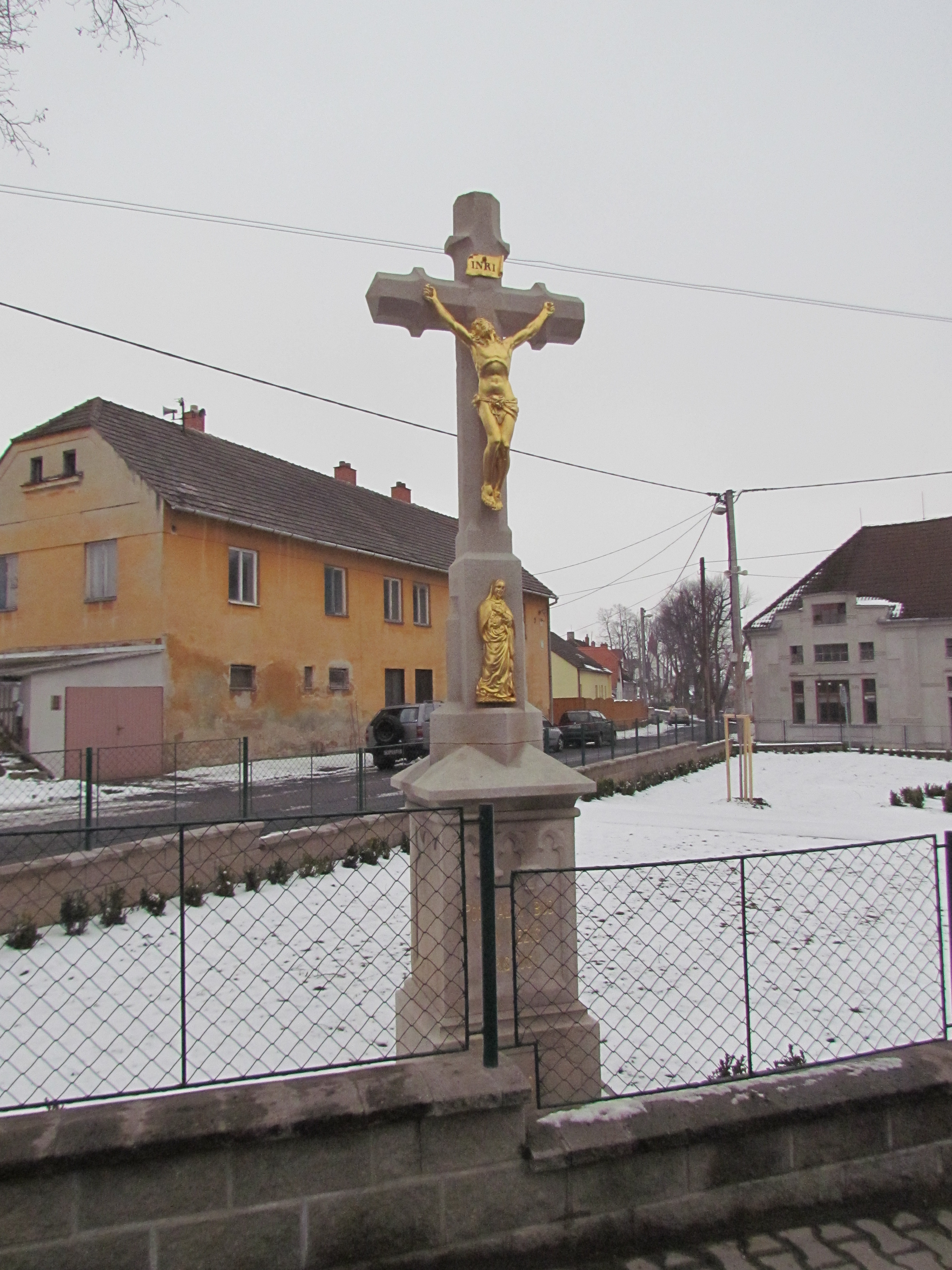
Křížek
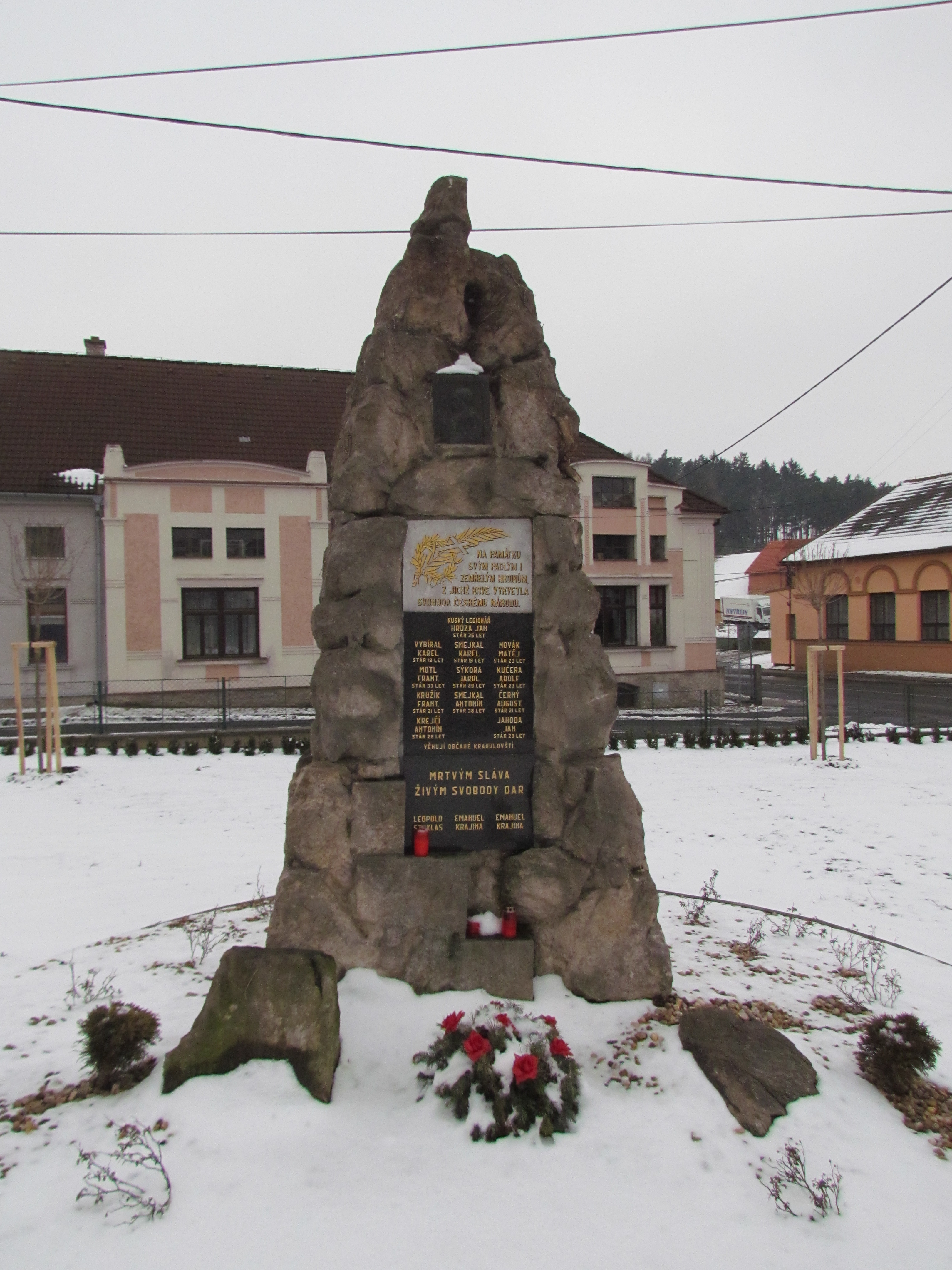
Památník 1. světové války